# Lek (Biologie)

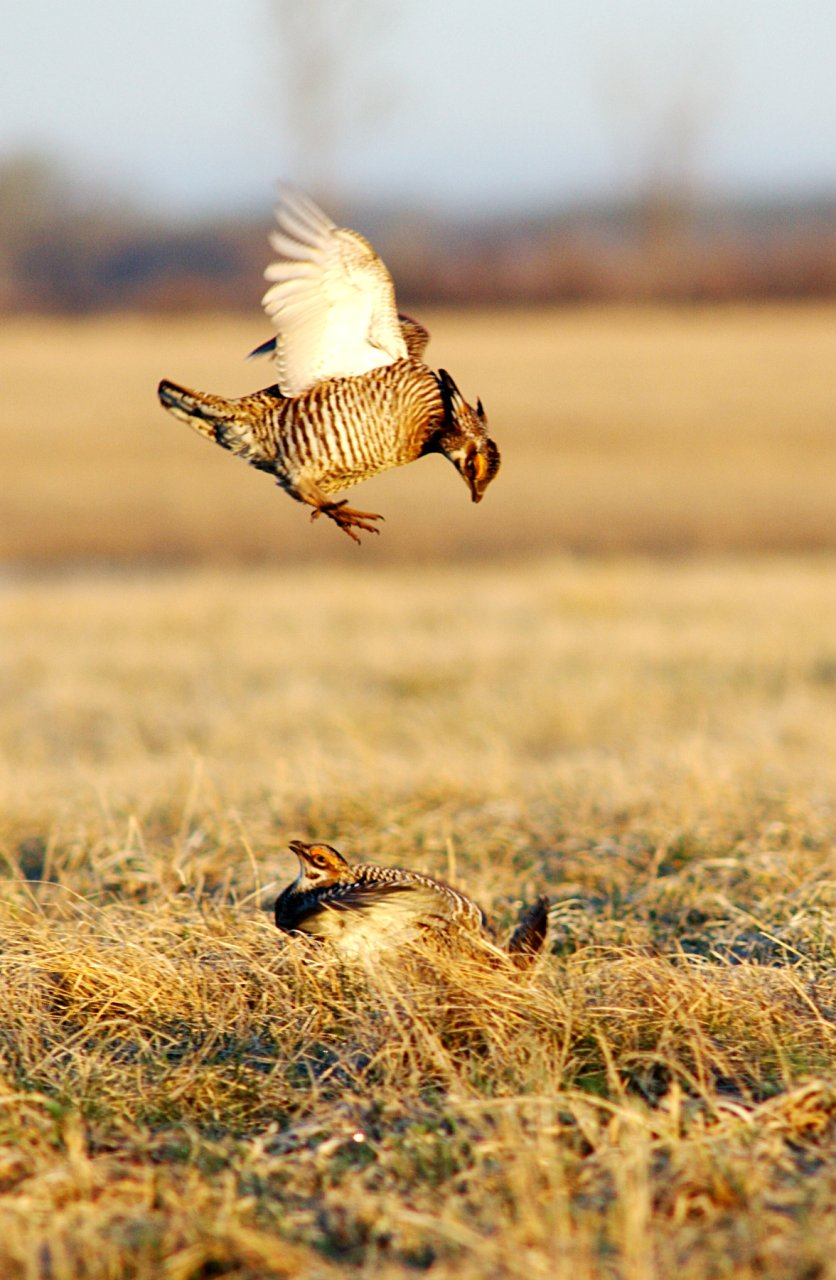
Präriehühner bei der Balz im Lek

Als Lek bezeichnet man in der Biologie einen Balzplatz, an dem mehrere Männchen gemeinsam um ein Weibchen balzen. Der Begriff wird vor allem in der Ornithologie verwendet, da bei einer Reihe von Arten unterschiedlicher Vogelfamilien diese Form der Balz in einer Arena vorkommt.
Typisch ist die Balz im Lek für mehrere Raufußhühner. Das Birkhuhn, das Präriehuhn und das Beifußhuhn gehören zu den polygynen Arten, bei denen sich mehrere Männchen in einer Arena (Lek) sammeln und sich den Weibchen präsentieren. Beim Birkhuhn sammeln sich in der Regel sechs bis zwölf Männchen in einem Lek, beim Präriehuhn acht bis neun, beim Beifußhuhn sogar bis zu 400 Individuen. Innerhalb einer solchen Arena verteidigt jedes Männchen ein eigenes Territorium. Dies ist beim Beifußhuhn nicht größer als 1 m². Die begehrtesten Plätze befinden sich im Zentrum, wo die Territorien am kleinsten sind. Die Balz umfasst eine große Zahl ritualisierter Gesten wie Kopfnicken, Flügelspreizen, das Aufstellen und Schütteln des Schwanzes, Aufstampfen mit den Füßen und Luftsprünge. Begleitet wird dies beim Beifußhuhn durch Laute, die beim plötzlichen Entleeren der Luftsäcke entstehen. Die Weibchen treffen anschließend eine Entscheidung und paaren sich mit einem bestimmten Männchen. Beim Präriehuhn vollführt ein einziges Männchen 71 bis 89 % aller Kopulationen. Ein ebensolches Ungleichgewicht herrscht in den Leks der Beifußhühner, wo 90 % der Kopulationen von nur 10 % der Männchen ausgeführt werden.
Auch der Kakapo, eine vom Aussterben bedrohte neuseeländische Papageienart, balzt im Lek und konkurriert mit mehreren Männchen um die Gunst der Weibchen. Die Weibchen, die an der Balzarena erscheinen, beobachten die Balz der Männchen und wählen aus den Balzenden das Männchen aus, mit dem sie sich paaren. Die Balzarenen des Kakapo liegen gewöhnlich auf Anhöhen; während der Balzzeit verlassen die Männchen ihre angestammten Reviere und ziehen zu diesen Balzarenen, wo jedes Männchen sich einen eigenen Balzplatz schafft. Balzarenen können bis zu sieben Kilometer vom angestammten Revier eines Männchens entfernt sein. Mit dem Eintreffen an der Balzarena beginnt eine Auseinandersetzung unter den Männchen, bei der sie mit gesträubten Federn, auseinander gespreizten Flügeln, geöffneten Schnäbeln, erhobenen Krallen und unter lautem Krächzen und Brummen untereinander um die besten Balzplätze innerhalb dieser Balzarena kämpfen. Gelegentlich werden bei diesen Kämpfen auch Vögel verletzt.
Die individuellen Balzplätze sind innerhalb dieser Arena im Durchschnitt etwa 50 Meter voneinander entfernt. Die Männchen graben für ihre Balzplätze eine etwa zehn Zentimeter tiefe, schalenförmige Vertiefung in den Boden, die etwa einen Durchmesser von einem halben Meter hat, so dass die Vögel in diese Vertiefung passen. Die Balzplätze werden gerne vor Felsen, Erdhängen oder Baumstämmen angelegt, die den Schall der Rufe reflektieren. Zum individuellen Balzplatz gehört ein Netzwerk an Pfaden, die sich entweder etwa 50 Meter auf einer Anhöhe entlangziehen oder als Rundweg mit einem Durchmesser von etwa 20 Meter eine Anhöhe umrunden.